# Cupa Romaniei (volleyboll, damer)
Cupa Romaniei är en cupturnering i volleyboll för damklubblag i Rumänien. Tävlingen arrangeras av det rumänska volleybollförbundet, Federaţia Română de Volei sedan 2006. Tävlingen arrangeras en gång per år med tolv deltagande lag. CSM Volei Alba Blaj är det mest framgångsrika laget med fyra segrar.

## Resultat per år
| Upplaga                 | Upplaga               | Podium                   | Podium        | Podium                   |
| Säsong                  | Spelplats för finalen | Mästare                  | Matchresultat | Finalist                 |
| ----------------------- | --------------------- | ------------------------ | ------------- | ------------------------ |
| 2006-07 mer information | -                     | CSU Metal Galați         | -             | -                        |
| 2007-08 mer information | -                     | CSU Metal Galați         | 3 - 0         | CS Știința Bacău         |
| 2008-09 mer information | -                     | CSU Metal Galați         | 3 - 0         | CS Dinamo București      |
| 2009-10 mer information | -                     | CS Dinamo București      | 3 - 0         | CSV 2004 Tomis Constanța |
| 2010-11 mer information | Chiajna               | CSV 2004 Tomis Constanța | 3 - 0         | CS Știința Bacău         |
| 2011-12 mer information | Piatra Neamț          | CS Dinamo București      | 3 - 0         | CSV 2004 Tomis Constanța |
| 2012-13 mer information | Craiova               | CS Știința Bacău         | 3 - 2         | CS Dinamo București      |
| 2013-14 mer information | Constanța             | CS Știința Bacău         | 3 - 2         | CS Dinamo București      |
| 2014-15 mer information | Brașov                | CS Știința Bacău         | 3 - 0         | CS Dinamo București      |
| 2015-16 mer information | Piatra Neamț          | CSM Târgoviște           | 3 - 0         | CSM București            |
| 2016-17 mer information | Piatra Neamț          | CSM Volei Alba Blaj      | 3 - 0         | CS Știința Bacău         |
| 2017-18 mer information | Bacău                 | CSM București            | 3 - 1         | CSM Volei Alba Blaj      |
| 2018-19 mer information | Alexandria            | CSM Volei Alba Blaj      | 3 - 1         | CSM București            |
| 2019-20 mer information | -                     | Ingen vinnare            | Ingen vinnare | Ingen vinnare            |
| 2020-21 mer information | Cluj-Napoca           | CSM Volei Alba Blaj      | 3 - 0         | CS Dinamo București      |
| 2021-22 mer information | Mioveni               | CSM Volei Alba Blaj      | 3 - 1         | CSM Târgoviște           |

## Resultat per klubb
| Lag                      | Antal titlar | Säsonger                           |
| ------------------------ | ------------ | ---------------------------------- |
| CSM Volei Alba Blaj      | 4            | 2016-17, 2018-19, 2020–21, 2021-22 |
| CSU Metal Galați         | 3            | 2006-07, 2007-08, 2008-09          |
| CS Știința Bacău         | 3            | 2012-13, 2013-14, 2014-15          |
| CS Dinamo București      | 2            | 2009-10, 2011-12                   |
| CSV 2004 Tomis Constanța | 1            | 2010-11                            |
| CSM Târgoviște           | 1            | 2015-16                            |
| CSM București            | 1            | 2017-18                            |